# José Carocca
José Carocca Laflor (Vallenar, 10 de diciembre de 1897 - Santiago, 16 de abril de 1966) fue un escultor chileno.

## Carrera artística

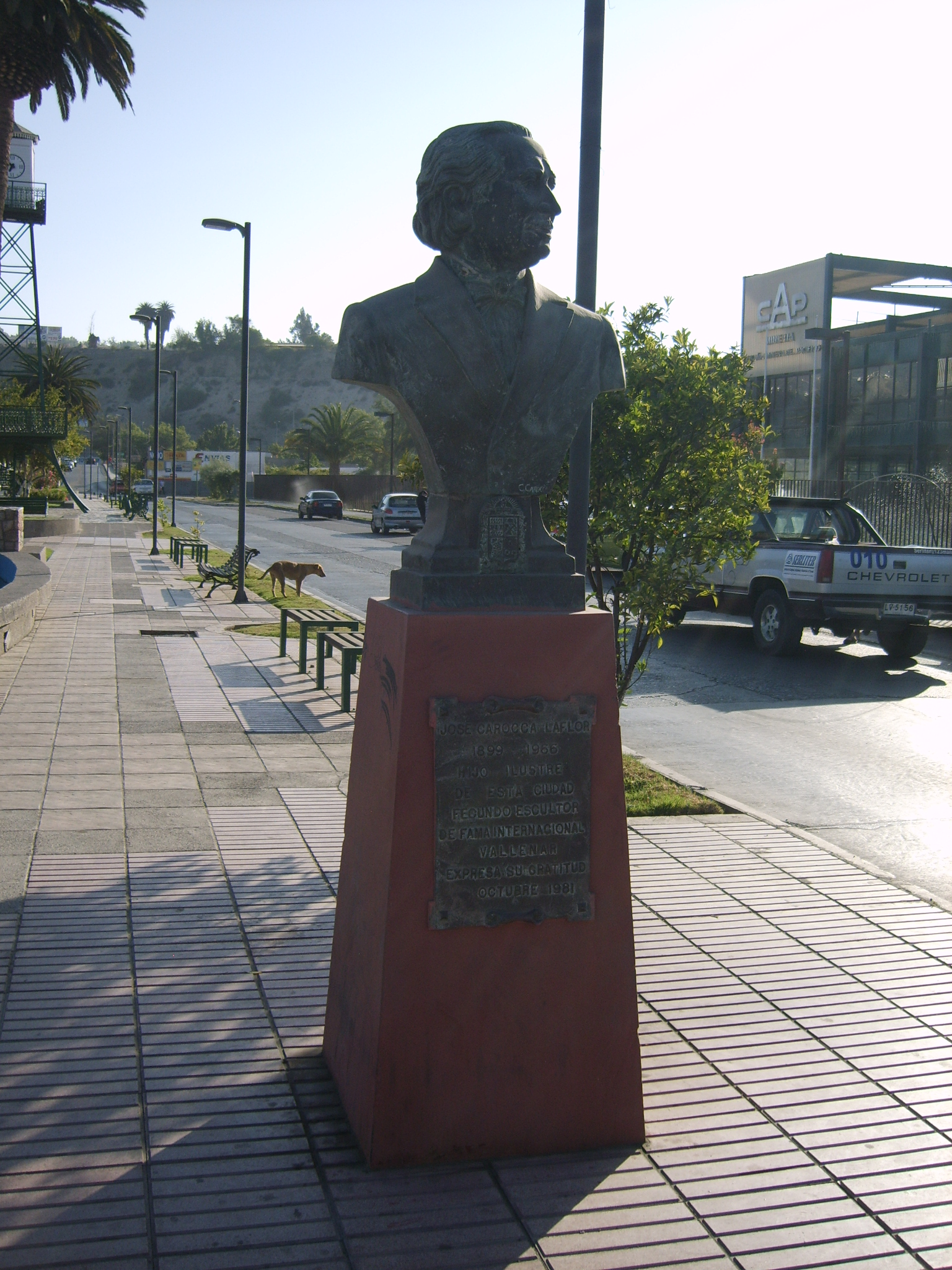
Busto de José Carocca Laflor en Vallenar.

Desde pequeño demostró habilidades en las artes. Una vez terminados sus estudios secundarios en la ciudad de Copiapó, ingresó a la Academia de Pintura en la ciudad de Santiago. Allí fue alumno de Virginio Arias de quien llegó a ser su ayudante y de Simón González
Una de las obras que ejecutó junto al maestro Virgino Arias fue la estatua ecuestre del General Manuel Baquedano en Santiago y el Monumento a los Héroes de Iquique en la ciudad de Santiago.
Realizó varias esculturas encargadas por privados en todo Chile y en algunos países vecinos. Realizó también algunas obras por encargo del Gobierno de Chile quien también adquirió parte de sus obras.
En 1952 ganó el concurso realizado en la ciudad de Punta Arenas, región de Magallanes (Chile), para la erección de una estatua en honor del prócer de la patria Bernardo O'Higgins la cual se encuentra hasta la actualidad en la citada ciudad, específicamente en el bandejón central de la Avda. Independencia con 21 de mayo. (El Magallanes, viernes 26 de septiembre de 1952).
Trabajó la piedra, el bronce fundido y el cemento, realizando esculturas de carácter monumental. Realizó en especial algunas obras escultóricas que se encuentran en tumbas y mausoleos de algunos cementerios, sólo en el Cementerio General de Santiago se encuentran 25 de ellas.
Además realizó numerosas placas conmemorativas públicas, estatuillas de premios, adornos y medallas conmemorativas.
Fue miembro y a la vez director de la Sociedad Nacional de Bellas Artes donde también funcionó su taller y también fue director de la Escuela de Artes Aplicadas.
Fue además un destacado director de medios de prensa escrita en Coquimbo, Vallenar y Copiapó
Falleció en Santiago el 16 de abril de 1966 debido a un infarto cerebral, sus restos fueron velados en la sede de la Sociedad Nacional de Bellas Artes en el Palacio La Alhambra, en la ciudad de Santiago.

## Obras destacadas

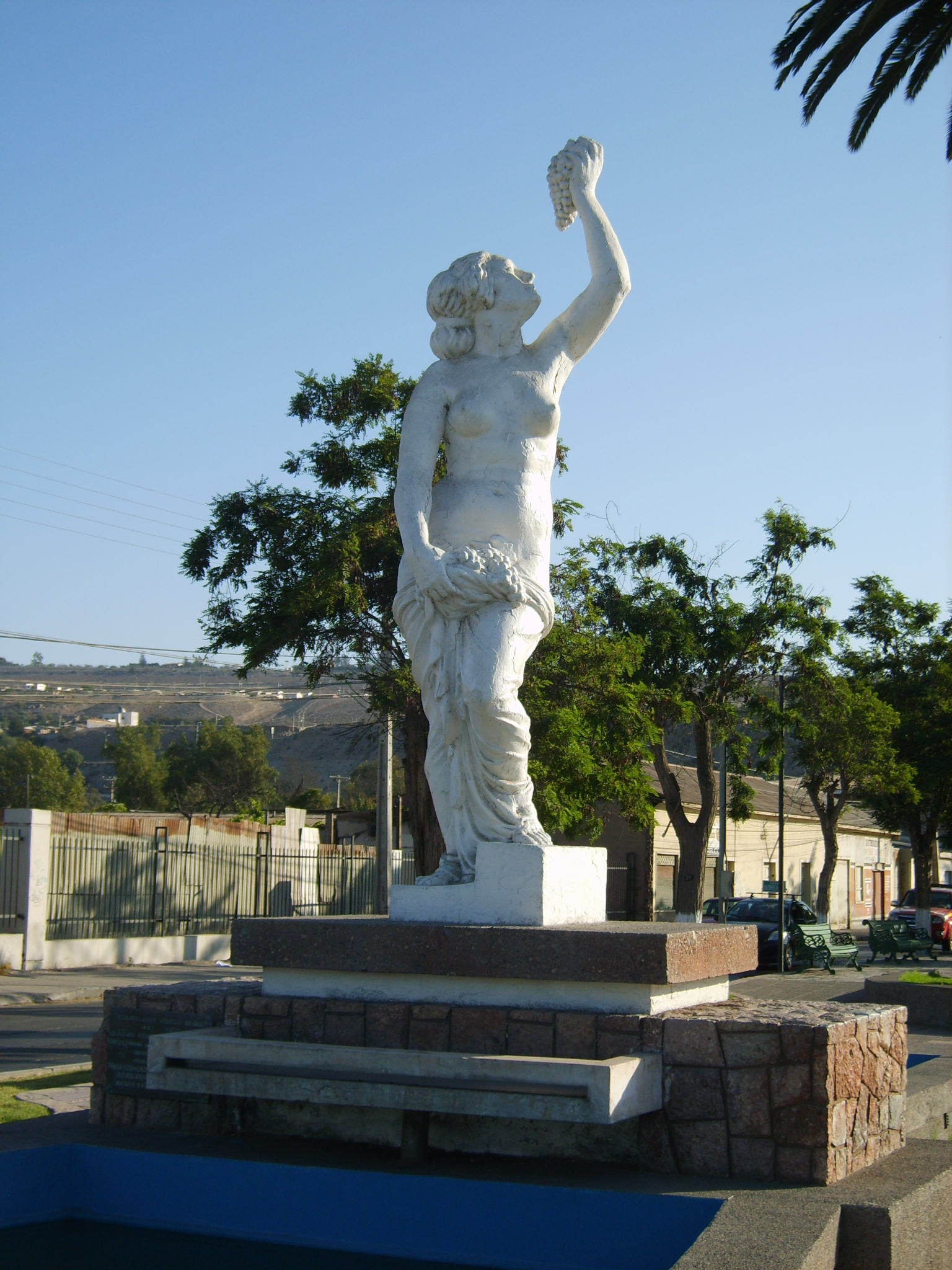
Monumento a la Vendimia, ubicado en Vallenar.

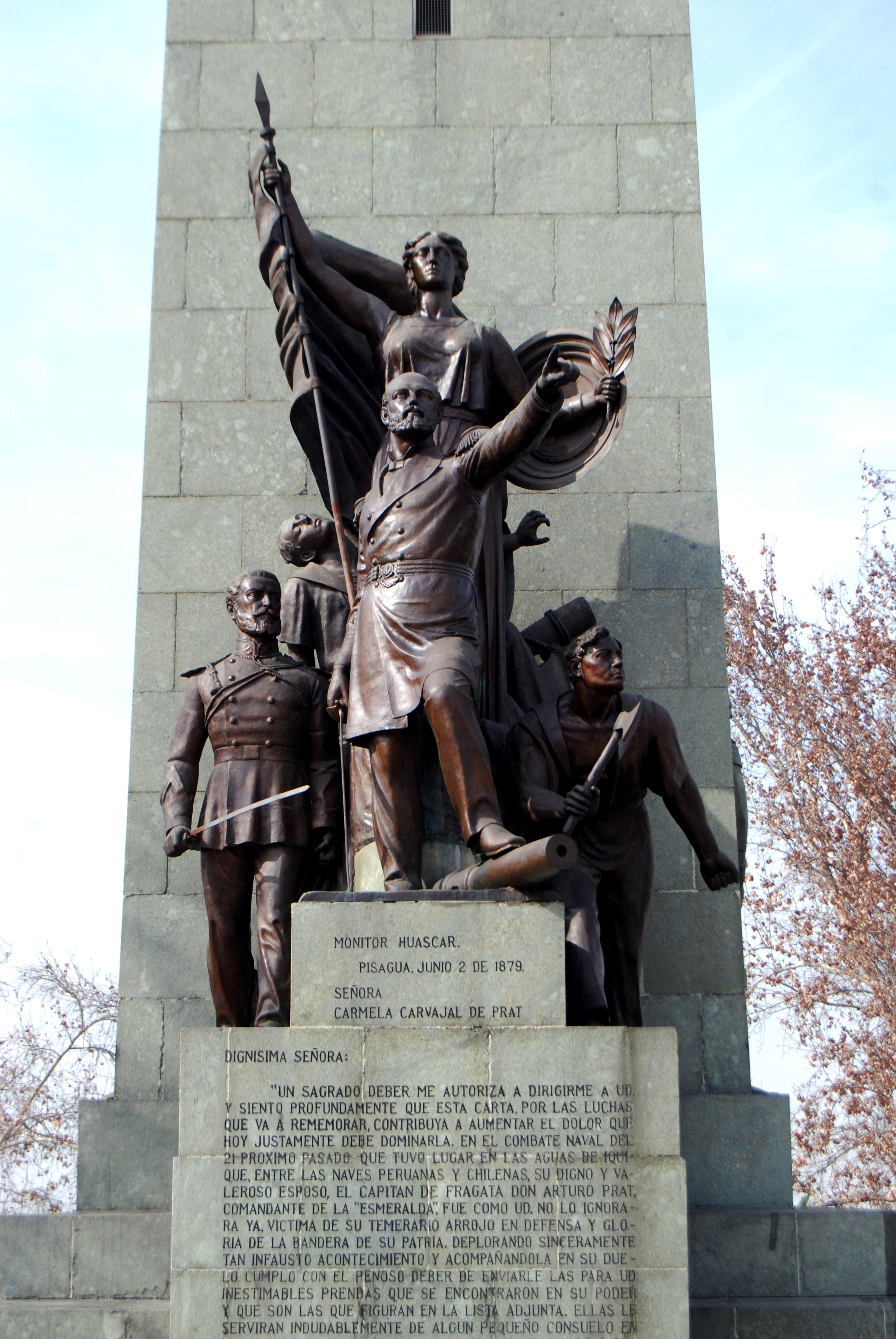
Monumento a Los Héroes de Iquique en Santiago.

- La Vendimia, en la ciudad de Vallenar
- Monumento a los Héroes de Iquique, Mercado Central Santiago
- Escuela de Caballería en Quillota
- Plaza Venezuela en Santiago
- Plaza de la Libertad Santiago
- Parque Balmaceda, Santiago
- Plaza de San Bernardo
- Patio Alpatacal, Escuela Militar, Santiago
- Escuela de Aviación Capitán Ávalos, Santiago
- Escuela de Carabineros de Chile, Santiago
- Parque O'Higgins, Mendoza, Argentina